# 馬納縣
Template:Infobox Canton de France
馬納縣（法語：Canton de Mana）是位於法屬圭亞那聖洛朗杜馬羅尼區的一個縣。

## 轄區
人口9507人，下轄2個市鎮：
- 阿瓦拉-亞利馬波 (Awala-Yalimapo)
- 馬納 (Mana)